# Ketosari
Ketosari is een bestuurslaag in het regentschap Purworejo van de provincie Midden-Java, Indonesië. Ketosari telt 1722 inwoners (volkstelling 2010).